# Фејт (Јужна Дакота)
Фејт (енгл. Faith) град је у америчкој савезној држави Јужна Дакота.

## Демографија
По попису из 2010. године број становника је 421, што је 68 (-13,9%) становника мање него 2000. године.
| Група             | 2000.       | 2010.       |
| Белци             | 439 (89,8%) | 373 (88,6%) |
| Афроамериканци    | 1 (0,2%)    | 0 (0,0%)    |
| Азијати           | 0 (0,0%)    | 3 (0,7%)    |
| Хиспаноамериканци | 0 (0,0%)    | 12 (2,9%)   |
| Укупно            | 489         | 421         |